# Innu Nikamu
Innu Nikamu (en Innu-aimun « L'Innu Chante ») est un festival autochtone qui a lieu à chaque année à Mani-Utenam sur la Côte-Nord au Québec au mois d'août depuis 1985. L’édition 2024 sera la 40e. Les artistes rassemblés au sein de cet évènement, pour certains de nationalité autochtone, sont conteurs, chanteurs, musiciens, compositeurs.

## Description
Ce festival regroupe des autochtones de plusieurs nations à travers l'Amérique. C'est le plus important festival de musique autochtone au Québec et l'un des plus importants en Amérique du Nord. Plusieurs grands artistes y ont d'ailleurs participé tels que le duo Florent Vollant et Claude McKenzie du groupe Kashtin, Blue Rodeo, Samian, Willie Dunn, William-Mathieu Mark, James Nuna, et plusieurs artistes d'Amérique Centrale et du Sud. La tarification ainsi que les heures d’ouverture et de fermeture sont variables selon la journée qui influence l’achalandage. Les visiteurs se procurent les billets à l’entrée du site, le jour-même.

## Histoire
Le festival est né en 1984 de l'idée de Florent Vollant et Philippe Mckenzie. D'abord dirigé par Sylvain « Putu » Vollant, puis par Kim Fontaine, ce festival a permis à plusieurs artistes autochtones de profiter de cette vitrine de la culture autochtone, de former une relève dans la musique, la danse et diverses autres activités durant le festival.
Au commencement du festival, les artistes qui se produisaient étaient autochtones mais 95 % d’entre eux ne chantaient pas dans leur langue d’origine. Au fil du temps, ils se sont tournés graduellement vers des prestations artistiques en langue autochtone, mettant un peu plus de côté les langues française et anglaise. Depuis 2013, le festival accueille aussi des artistes non autochtones parmi lesquels Simple Plan, Zachary Richard, Vincent Vallières et Paul Daraîche. 
Le festival a fait l’objet de documentaires réalisés par le cinéaste innu Kevin Bacon-Hervieux:  Innu Nikamu : La grande tradition (2016) et Innu Nikamu, Chanter la résistance (2017).

## Le site du festival
Le site a une capacité de 5 000 personnes et il est situé à proximité du Chemin du Roy, la route 138. Ce site est le lieu d’établissement de l’ancien pensionnat autochtone Notre-Dame-de-Maliotenam. Plusieurs enfants autochtones y sont morts de la maladie dont la tuberculose.   Le bâtiment principal a été démoli en 1982. Certains des débris ont été transportés autre part mais l'autre partie a été ensevelie, ce qui transparait actuellement sur le relief du terrain.

## Services
Les visiteurs retrouvent sur le site du festival un service de restauration. Un stationnement et des équipements sanitaires sont mis à leur disposition. 
Des mesures de sécurité sont entreprises par le comité d’organisation du festival. Une trousse de premiers soins est accessible. Il existe aussi une équipe de sécurité présente de jour comme de nuit sur le site toute la durée du festival.

## Édition 2015
L’édition 2015 du festival Innu Nikamu s’est déroulée du 30 juillet au 2 août. La programmation était constituée des évènements et artistes suivants :
Concours INNUSTAR, Matthew Vachon, Bryan André, Cérémonie d’ouverture, Vincent Vallières, Kashkun, Ben Jr Einish, Tshishapeu Vachon, Geoffrey Aster, Laurent Mckenzie, Laura Niquay, George Leach, Bears of legend, Violent Ground, KZO, DJ Benny, Samedi des jeunes ∕ Concours INNUSTAR, Élie Mark, Eastern Sound Singers, Uashau Stone, Kenikuen Mark, A Tribe Called Red, Spectacle pyromusical, Nimuk Kanapé, Uasheshkun, Dimanche Makusham, Pierrot Jr Fontaine, Willy Nab, Rodrigue Fontaine, Tipatshimum (David Penashue), Elisapie, Derek Miller, Florent Vollant.

## Édition 2014
La programmation était constituée des évènements et artistes suivants : 
Louis-Jean Cormier, Samian, Kaïn, Kashtin, Shauit, Petapan, Northern Voice, Guy Bélanger, Sabrina Paton, Eadsé, Willy Mitchell, Jean-Paul Bellefleur, Bobby Couture, Joachim Benuen, David Hart, Bill St-Onge, CerAmony, Beatrice Deer, Violent Ground, Philippe Mckenzie, Les Frères Grégoire, Shaushiss Fontaine, Goliath Vachon, Spencer St-Onge, Bozo St-Onge, Bernard Fontaine, Meshikamau, Stéphane Wapistan, Sakay Ottawa, Pako Ottawa, Maten, Akinisie Sivuarapik, Sylvia Cloutier, Sylvester Mestokosho.

## Édition 2013
La programmation était constituée des évènements et artistes suivants :
Zachary Richard, Florent Vollant, Imahue, David Hart, Uashau Stone, Pinaskin, Kathia Rock, Raphaël Picard, Grégoire Boys, Northern Voice, Ti-John Ambroise, Mike O’Cleary, Shaman Boyz, Nimuk Kanapé, Edmund Benuen, Laura Niquay, Frédéric Fontaine, Léo Grégoire, Kashkun, Mishta Shipu, Scott-Pien Picard.

## Édition 2012
La programmation était constituée des évènements et artistes suivants :
Bryan André, Irvin Blais, Petapan, Bill St-Onge, Meshikamau, Innutin, René Weizineau, Laurent Mckenzie, Arthur Petiquay, Shaushiss Fontaine, Atshuk Grégoire, Ben Jonas, Goliath Vachon, James Nuna, Tshinanu, Napess Vollant, Max Rich, Ka Peshtentishet, Samuel Mathias Mark.